# Округ Шелби (Ајова)
Округ Шелби (енгл. Shelby County) је округ у америчкој савезној држави Ајова.

## Демографија
По попису из 2010. године број становника је 12.167, што је 1.006 (-7,6%) становника мање 2000. године.
| Група             | 2000.          | 2010.          |
| Белци             | 12.938 (98,2%) | 11.763 (96,7%) |
| Афроамериканци    | 13 (0,1%)      | 32 (0,3%)      |
| Азијати           | 36 (0,3%)      | 46 (0,4%)      |
| Хиспаноамериканци | 88 (0,7%)      | 219 (1,8%)     |
| Укупно            | 13.173         | 12.167         |